# CrossFit Games
O CrossFit Games é uma competição anual entre os maiores atletas de crossfit mundial. O torneio ocorre desde 2007 e, atualmente, reúne 12 eventos que ocorrem em 4 dias consecutivos no verão do hemisfério norte.
Os eventos são provas que são reveladas com algumas horas de antecedência e podem cobrar exercícios clássicos do crossfit ou exercícios inéditos e inesperados.
A competição é divida em categorias, a individual masculina, individual feminina e times são consideradas as categorias de "elite", mas também participam as categorias de idade específicas e as adaptativas.

## Campeões por ano
Os maiores campeões nas categorias de elite são o Mathew Fraser com 5 vitórias consecutivas entre 2016 e 2020 na categoria individual masculina, Tia-Clair Toomey com 6 vitórias consecutivas entre 2017 e 2022 na categoria individual feminina e o CrossFit Mayhem com 6 vitórias totais na categoria de times. 
| Ano  | Individual Masculino | Individual Feminino           | TImes                            |
| ---- | -------------------- | ----------------------------- | -------------------------------- |
| 2007 | James Fitzgerald     | Jolie Gentry                  | CrossFit Santa Cruz              |
| 2008 | Jason Khalipa        | Caity Matter                  | CrossFit Oakland                 |
| 2009 | Mikko Salo           | Tanya Wagner                  | Northwest CrossFit               |
| 2010 | Graham Holmberg      | Kristan Clever                | CrossFit Fort Vancouver          |
| 2011 | Rich Froning Jr.     | Annie Thorisdottir            | CrossFit New England             |
| 2012 | Rich Froning Jr. (2) | Annie Thorisdottir (2)        | Hack's Pack UTE                  |
| 2013 | Rich Froning Jr. (3) | Samantha Briggs               | Hack's Pack UTE (2)              |
| 2014 | Rich Froning Jr. (4) | Camille Leblanc-Bazinet       | CrossFit Invictus                |
| 2015 | Ben Smith            | Katrín Tanja Davíðsdóttir     | CrossFit Mayhem                  |
| 2016 | Mathew Fraser        | Katrín Tanja Davíðsdóttir (2) | CrossFit Mayhem (2)              |
| 2017 | Mathew Fraser (2)    | Tia-Clair Toomey              | Wasatch CrossFit                 |
| 2018 | Mathew Fraser (3)    | Tia-Clair Toomey (2)          | CrossFit Mayhem (3)              |
| 2019 | Mathew Fraser (4)    | Tia-Clair Toomey (3)          | CrossFit Mayhem (4)              |
| 2020 | Mathew Fraser (5)    | Tia-Clair Toomey (4)          | não houve competição             |
| 2021 | Justin Medeiros      | Tia-Clair Toomey (5)          | CrossFit Mayhem (5)              |
| 2022 | Justin Medeiros (2)  | Tia-Clair Toomey (6)          | CrossFit Mayhem (6)              |
| 2023 | Jeffrey Adler        | Laura Horvath                 | CrossFit Invictus (2)            |
| 2024 | James Sprague        | Tia-Clair Toomey (7)          | Raw Iron CrossFit Mayhem Thunder |

## Classificatória

### O Open
A primeira fase da classificatória é o CrossFit Open, um campeonato virtual em que todos membros de centros de treinamentos afiliados ao CrossFit podem participar e subir seus resultados. Em 2023 foram 3 eventos que ocorreram em 3 semanas entre os meio de fevereiro e o início de março.

### Quartas-de-finais
Os 10% melhores classificados entre os individuais masculinos e femininos e os 25% melhores classificados na categoria de times se classificam para as quartas-de-finais, a segunda fase da classificatória. Essa fase também ocorre de maneira virtual e 2023 foram 4 eventos em 2 dias consecutivos no fim de março.

### Semi-finais

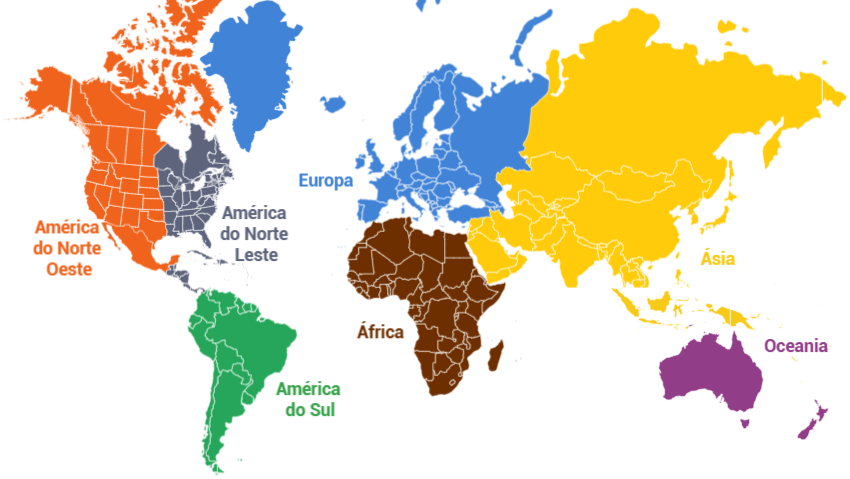
Regiões utilizadas para as Semi-finais do CrossFit

As semi-finais são eventos regionais e presenciais com os 60 melhores atletas individuais e 40 times das quartas-de-finais de cada uma das regiões América do Norte Leste, América do Norte Oeste e Europa e os 30 melhores atletas individuais e 20 times de cada uma das regiões América do Sul, África, Ásia e Oceania.
O número de vagas para se classificar para o Crossfit Games em cada uma das regiões depende do desempenho dos seus atletas no ranking mundial, que leva em conta a performance dos atletas nos últimos 2 anos após as quartas-de-finais que antecede as semi-finais. Há, também, um número mínimo de vagas para cada uma das regiões e cada atleta deve competir seguindo a sua cidadania.
| Região                 | Competição                   | Localização (2023)         | Qnt. competidores | Qnt. competidores | Vagas totais (2023) | Vagas totais (2023) | Vagas totais (2023) |
| ---------------------- | ---------------------------- | -------------------------- | ----------------- | ----------------- | ------------------- | ------------------- | ------------------- |
| Região                 | Competição                   | Localização (2023)         | Individual        | Times             | Masculino           | Feminino            | Times               |
| América do Norte Oeste | North America West Semifinal | Orlando, Estados Unidos    | 60                | 40                | 9                   | 10                  | 10                  |
| América do Norte Leste | North America East Semifinal | Pasadena, Estados Unidos   | 60                | 40                | 12                  | 11                  | 10                  |
| Europa                 | Europe Semifinal             | Berlim, Alemanha           | 60                | 40                | 11                  | 11                  | 10                  |
| América do Sul         | Copa Sur                     | Rio de Janeiro, Brasil     | 30                | 20                | 2                   | 2                   | 2                   |
| África                 | REBEL Renegade Games         | Joanesburgo, África do Sul | 30                | 20                | 1                   | 1                   | 1                   |
| Ásia                   | Far East Throwdown           | Busan, Coreia do Sul       | 30                | 20                | 2                   | 2                   | 2                   |
| Oceania                | Torian Pro                   | Brisbane, Austrália        | 30                | 20                | 3                   | 3                   | 3                   |

## Polêmicas
Na edição de 2024, o atleta sérvio Lazar Dukic morreu afogado durante uma prova de natação. Alguns atletas passaram a questionar a segurança do evento, principalmente por conta do calor excessivo durante as provas a céu aberto, e também houve muitas críticas pelo fato da competição ter continuado normalmente após a morte de um atleta.